# Norman Maclean
Norman Fitzroy Maclean (geboren 23. Dezember 1902 in Clarinda, Iowa; gestorben 2. August 1990 in Chicago, Illinois) war ein US-amerikanischer Autor und Professor für Englische Literatur. Er wurde durch seine Bücher A River Runs Through It and Other Stories (1976, deutscher Titel: Aus der Mitte entspringt ein Fluß) und Young Men and Fire (1992, Junge Männer im Feuer) bekannt.

## Leben
Maclean wurde am 23. Dezember 1902 in Clarinda im Page County als Sohn des Reverend John Maclean (1862–1941), eines presbyterianischen Pastors, und seiner Ehefrau Clara (1873–1952) geboren. Bis 1913 übernahm der Vater die Unterrichtung und Ausbildung seiner beiden Söhne Norman und Paul. 1909 zog die Familie nach Missoula, Montana. Dort wuchs Maclean gemeinsam mit seinem jüngeren Bruder auf. Die Jahre in Missoula hatten außerordentlichen Einfluss auf ihn und bildeten die Grundlage der Inspiration, die ihn zu seinen Schriften veranlasste – dies wird besonders deutlich in seiner Kurzgeschichte The Woods, Books, and Truant Officers (1977) und der halbautobiographischen Novelle A River Runs Through It (1976).
Zu jung, um während des Ersten Weltkriegs Soldat zu werden, arbeitete Maclean bei den Lagerverwaltungen und für den United States Forest Service im Bitterroot National Forest. Die Novelle USFS 1919: The Ranger, the Cook, and a Hole in the Sky und die Geschichte „Black Ghost“ in Young Men and Fire (1992) sind halbfiktionale Berichte der Erlebnisse und Erfahrungen aus dieser Zeit.
Maclean besuchte das Dartmouth College in Hanover, New Hampshire, wo er auch als Chefredakteur der Humor-Zeitschrift The Dartmouth Jack-O-Lantern tätig war; der Chefredakteur, der ihm dort nachfolgte, war Theodor Geisel, besser bekannt als Dr. Seuss. Maclean schloss seine Collegeausbildung 1924 mit dem Titel Bachelor of Arts ab. Im Anschluss arbeitete er bis 1926 als Lehrer am Dartmouth College – eine Zeit, an die er sich in „This Quarter I Am Taking McKeon: A Few Remarks on the Art of Teaching.“ erinnert.
1928 begann er das Studium der englischen Sprache und Literatur an der University of Chicago. Drei Jahre später wurde er dort Professor und blieb bis zu seiner Pensionierung im Jahre 1973 an der Universität. Als Gelehrter der Werke von William Shakespeare und der romantischen Dichter, besetzte er die Position William Rainey Harper – Professor für Englische Literatur. 1940 erhielt er das Doktorat der Universität von Chicago. Während des Zweiten Weltkrieges war er dort als Dekan und als Direktor des Institutes für Militärische Studien eingesetzt und arbeitete zu dieser Zeit am Manual of Instruction in Military Maps and Aerial Photographs mit. Er wurde dreimal durch seine Universität mit dem Preis für Exzellenz in der Lehre von Studenten geehrt, einer Auszeichnung, die Dozenten der Universität ansonsten in der Regel höchstens einmal in ihrer Karriere erhielten.
Maclean war von 1931 bis zu ihrem Tod mit der ebenfalls in Montana geborenen Jessie G. Burns (1905–1968) verheiratet. Sie hatten gemeinsam zwei Kinder: Tochter Jean (geboren 1942), jetzt Rechtsanwältin; und Sohn John (geboren 1943), der Journalist und Autor von mehreren Büchern ist. 2021 veröffentlichte John Maclean das Buch Home Waters, in dem er sich autobiografisch mit seiner Heimat, seiner Familie und den Werken seines Vaters auseinandersetzt. Norman Maclean starb im August 1990 im Alter von 87 Jahren in Chicago.

## Werke
Als große Einflüsse auf ihn bezeichnete Maclean neben Shakespeare vor allem Dichter wie William Wordsworth, Gerard Manley Hopkins, Robert Browning und Robert Frost, den er in Dartmouth auch als Lehrer hatte. Auch über Ernest Hemingway äußerte er sich sympathisch. Nachdem ihm seine Kinder mehrfach zugeredet hatten und er 1973 in Pension gegangen war, begann Maclean die Geschichten niederzuschreiben, die er so oft in seinem Leben schon erzählt hatte.
1976 wurde A River Runs Through It (deutscher Titel Aus der Mitte entspringt ein Fluß) publiziert, eine Erzählung über seine Kindheit und Jugend am Big Blackfoot River und die Stellung des Fliegenfischens in seiner Familie. Auch der nie aufgeklärte Mord an Macleans Bruder Paul, der Zeitungsreporter war und im Mai 1938 in Chicago umgebracht wurde, findet in dem Werk seinen Nachklang. Maclean bot das Manuskript vergeblich einigen Verlagen in New York an. Letztlich wurde das Werk von der University of Chicago Press, dem Eigenverlag von Macleans langjähriger Wirkungsstätte, herausgebracht. Es entwickelte sich schnell zu einem amerikanischen Kultbuch und fand Anklang bei der Literaturkritik. Zwei Jahre nach seinem Tod kam Robert Redfords Verfilmung Aus der Mitte entspringt ein Fluß (1992) in die Kinos, die Macleans Namen nochmals bekannter machte.
Maclean veröffentlichte daneben auch schon zu Lebzeiten einige kürzere Erzählungen: So waren in der amerikanischen Originalausgabe von Aus der Mitte entspringt ein Fluß zwei Erzählungen enthalten, die seine Arbeiten in den Wäldern Montanas als junger Mann schilderten. Sein zweites großes Werk, das nichtfiktionale Buch Junge Männer im Feuer (Young Men and Fire), erschien hingegen erst posthum im Jahr 1992. An diesem Buch hatte er die letzten 14 Jahre seines Lebens gearbeitet. Es handelt minutiös den Mann-Gulch-Waldbrand ab, der im Jahr 1949 in Montana 13 Feuerwehrmännern das Leben kostete. Obgleich der Perfektionist Maclean – der seine Werke immer drei- bis viermal überarbeitete – sich zum Zeitpunkt seines Todes noch in der Überarbeitungphase befand, erhielt auch Young Men and Fire exzellente Kritiken und holte den National Book Critics Circle Award.

## Auszeichnungen
Die Jury des Pulitzer-Preises empfahl Macleans Aus der Mitte entspringt ein Fluß für den Pulitzer-Preis für Belletristik, was aber vom Vorstand des Pulitzer-Preises – der das letzte Wort hat – abgelehnt wurde. Daher wurde 1977 kein Pulitzer-Preis für Belletristik verliehen.
Young Men and Fire gewann 1992 den National Book Critics Circle Award in der Kategorie Sachbuch.

## Werke
- A River Runs Through It and Other Stories (1976), dt.: Aus der Mitte entspringt ein Fluß (1991). Die deutsche Ausgabe beinhaltet nur die Titelgeschichte der amerikanischen Originalausgabe.
- The Ranger, the Cook, and a Hole in the Sky, dt.: Der Ranger, der Koch und ein Loch im Himmel. Stories (1993). Beinhaltet die übrigen Geschichten der amerikanischen Originalausgabe.
- Young Men and Fire (posthum veröffentlicht 1992), dt.: Junge Männer im Feuer (1994)
- Norman Maclean, verlegt von Ron McFarland and Hugh Nichols. American Author’s Series, Confluence Press (1988). Der Band enthält unsortierte Schriften, Interviews und Essays von, mit und über Maclean.
- The Norman Maclean Reader, editiert von O. Alan Weltzien. University of Chicago Press (2008). Der Band enthält weitere Kurzgeschichten, Erzählfragmente, Essays und Briefwechsel Macleans, zum Teil bis dahin unveröffentlicht.